# Liberia en los Juegos Olímpicos de Seúl 1988
Liberia estuvo representada en los Juegos Olímpicos de Seúl 1988 por ocho deportistas, siete hombres y una mujer, que compitieron en dos deportes.
El portador de la bandera en la ceremonia de apertura fue el atleta Samuel Birch. El equipo olímpico liberiano no obtuvo ninguna medalla en estos Juegos.